# Arrêt Desmares
L'arrêt Desmares est un arrêt rendu par la deuxième chambre civile de la Cour de cassation française le 21 juillet 1982. Elle établit un régime particulièrement sévère dans le cadre de la responsabilité du fait des choses (art. 1384 al. 1er).
Par cette décision, la Cour de cassation rejette les causes d'exonération qui n'ont pas les caractères de la force majeure. Elle a constitué, aux yeux de la doctrine, une provocation à la réforme du régime de responsabilité civile des accidents de circulation, qui aboutira à la réforme de 1985.

## Avant la décision
À la tombée de la nuit, en agglomération, la voiture automobile de M. Desmares heurte et blesse un couple de passants qui traversaient la route. Les passants, M. et Mme Charles, demandent à M. Desmares et à son assureur réparation de leur préjudice.

## Décision
La Cour d'appel de Reims déclare Monsieur Desmares pleinement responsable dans une décision du 15 janvier 1981.
Un pourvoi est alors formé par celui-ci.
Par sa décision, la deuxième chambre civile de la Cour de cassation instaure un système du « tout ou rien », en considérant que la faute de la victime (comportement des piétons imprudents) n'exonérait pas même partiellement le gardien, sauf s'il s'agissait d'un cas de force majeure : « Mais attendu que seul un événement constituant un cas de force majeure exonère le gardien de la chose, instrument du dommage, de la responsabilité par lui encourue par application de l'article 1384, alinéa 1, du Code civil ; que, dès lors, le comportement de la victime, s'il n'a pas été pour le gardien imprévisible et irrésistible, ne peut l'en exonérer, même partiellement ».
En l'occurrence, la Cour de cassation précise que les faits s'étant passés durant une période d'affluence, à proximité d'un passage piéton et sur une chaussée éclairée, ils ne peuvent constituer un cas de force majeure pour M. Desmares.
Cette solution fut abandonnée pour revenir à une exonération partielle du gardien lorsque la faute de la victime était à l'origine du dommage (chambre civile de la Cour de cassation du 6 avril 1987).